# دينو ندلوفو
دينو ندلوفو (بالإنجليزية: Dino Ndlovu)‏ (15 فبراير 1990 في جنوب أفريقيا - ) هو لاعب كرة قدم جنوب أفريقي في مركز الهجوم. شارك مع منتخب جنوب أفريقيا تحت 23 سنة لكرة القدم ومنتخب جنوب أفريقيا لكرة القدم. أما مع النوادي، فقد لعب مع أنورثوسيس فاماغوستا وسوبر سبورت يونايتد وماميلودي صن داونز ومكابي حيفا ونادي بني يهودا تل أبيب ونادي مبومالانجا بلاك أسأت ونادي بلومفونتين سيلتيك.

## روابط خارجية
- دينو ندلوفو على موقع اتحاد تركيا (لاعب) (الإنجليزية)
- دينو ندلوفو على موقع قاعدة بيانات كرة القدم.إي يو (الإنجليزية)
- دينو ندلوفو على موقع ناشيونال فوتبول تيمز (الإنجليزية)
- دينو ندلوفو على موقع Soccerway.com (الإنجليزية)
- دينو ندلوفو على موقع AS.com (الإسبانية)